# 南伍德布里奇 (加利福尼亞州)
南伍德布里奇（英語：South Woodbridge）是位於美國加利福尼亞州聖華金縣的一個非建制地區。該地的面積和人口皆未知。

## 地理
南伍德布里奇的座標為38°09′15″N 121°18′22″W / 38.15417°N 121.30611°W，而該地的平均海拔高度為16米（即52英尺）。